# آلفا سیستم
آلفا سیستم (انگلیسی: Alfa System)  شرکت بازی ویدئویی ژاپنی است، که در سال ۱۹۸۸ تأسیس شد.